# Rio Ill
O Ill (ill) é um rio do nordeste de França que banha a planície da Alsácia. Tem sua nascente no Jura alsaciano, em Winkel, com uma reaparição em Ligsdorf. Ele contorna então Ferrette pelo leste, bifurca ao norte e desagua no rio Reno junto a Estrasburgo. O rio é alimentado principalmente pelos lençóis subterrâneos renanos.
Seus principais afluentes chegam pela margem esquerda, originários da cordilheira dos Vosges: o rio Doller, o rio Thur, o rio Lauch, o rio Liepvrette, o rio Ehn e o rio Bruche.
Ao longo de 208 km, ela banha sucessivamente Altkirch, Mulhouse, Colmar e Sélestat. Durante sua travessia de Estrasburgo, ele se divide em vários braços, contribuindo assim para a reputação turística do bairro da Petite France.